# Aphanistes coreanus
Aphanistes coreanus là một loài tò vò trong họ Ichneumonidae.